# Encinas Reales (kommun)
Encinas Reales är en kommun i Spanien.   Den ligger i provinsen Province of Córdoba och regionen Andalusien, i den södra delen av landet, 400 km söder om huvudstaden Madrid. Antalet invånare är 2 391. Arean är 34 kvadratkilometer. Encinas Reales gränsar till Benamejí, Lucena, Rute församling, Cuevas de San Marcos och Cuevas Bajas. 
Terrängen i Encinas Reales är platt åt nordväst, men åt sydost är den kuperad.